# Adalmiro Bandeira de Moura
Adalmiro Bandeira Moura (Rio Pardo, 20 de junho de 1920 — Rio de Janeiro, 3 de fevereiro de 1978) foi um político brasileiro. Laborou na Assembleia Legislativa do Estado do Rio Grande do Sul por três legislaturas, tendo sido um de seus Presidentes, isto em 1958. Ao depois foi Diretor Executivo do Conselho de Desenvolvimento do Estado até 1965 quando foi convidado a ser um dos Diretores do Banco Nacional de Desenvolvimento Econômico, onde permaneceu por oito anos.
Foi eleito deputado estadual, pelo PSP, para a 38ª Legislatura da Assembleia Legislativa do Rio Grande do Sul, de 1951 a 1955, 39ª Legislatura da Assembleia Legislativa do Rio Grande do Sul, de 1955 a 1959 e para a 40ª Legislatura, de 1959 a 1963.
CONDECORAÇÕES
1962 - Recebeu o Prêmio Springer Por Um Rio Grande Maior (Economia)
MISSÕES OFICIAIS
- Viajou para o Uruguai como membro da Comitiva de Deputados, em representação oficial (20/05/1954)
- Viajou à Santa Maria, em caráter oficial (13/05/1958)
- Viajou à Belo Horizonte, representando a Assembleia na Conferência Internacional de Investimentos (22/06/1958)
- Viajou à Cruz Alta em caráter oficial (15/07/1958)
- Viajou á Santa Maria, em representação da Assembleia, atendendo a um pedido da União dos Radio Amadores Santamariense (16/10/1958)
- Viajou a Capital Federal em representação oficial dessa Casa (08/12/1958)
- Viajou ao Rio de Janeiro em representação oficial desta Casa (09/04/1959)
- Viajou a Santa Catarina em representação oficial desta Casa (19/11/1959)
- Viajou ao Rio de Janeiro, a fim de tratar de problemas de interesse da Comissão Especial de Emenda Constitucional (15/09/1960)
- Viajou ao Rio de Janeiro e Brasília, integrando uma comissão de Deputados, a fim de tratar junto às autoridades federais da construção e exploração de uma Usina Siderúrgica em São Jerônimo (04/12/1960)
- Viajou ao Rio, a Montevidéu e a Buenos Aires para tratar de assuntos de interesse da Zona de Livre Comércio Latino Americano, sendo esses em missões oficiais (jul. 1961)
- Viajou a São Paulo, a fim de acompanhar ao exame de Teses para o II Congresso das Assembleias Legislativas (15/08/1961)
- Viajou a Brasília, em representação oficial desta Assembleia (30/08/1961)
- Viajou a Rio Pardo e Caxias do Sul em missões oficiais desta Assembleia (set. 1961)
- Viajou a Alegrete em missão oficial, para fazer uma palestra (24/05/1962)